# 한노 뫼퇼래
한노 알렉산테리 뫼퇼래(핀란드어: Hanno Aleksanteri Möttölä, 1976년 9월 9일~)는 핀란드의 전직 농구 선수로 포지션은 파워 포워드이다. 2000년부터 2002년까지 전미 농구 협회(NBA)의 애틀랜타 호크스에서 활동했으며 NBA에 진출한 최초의 핀란드 선수이다.

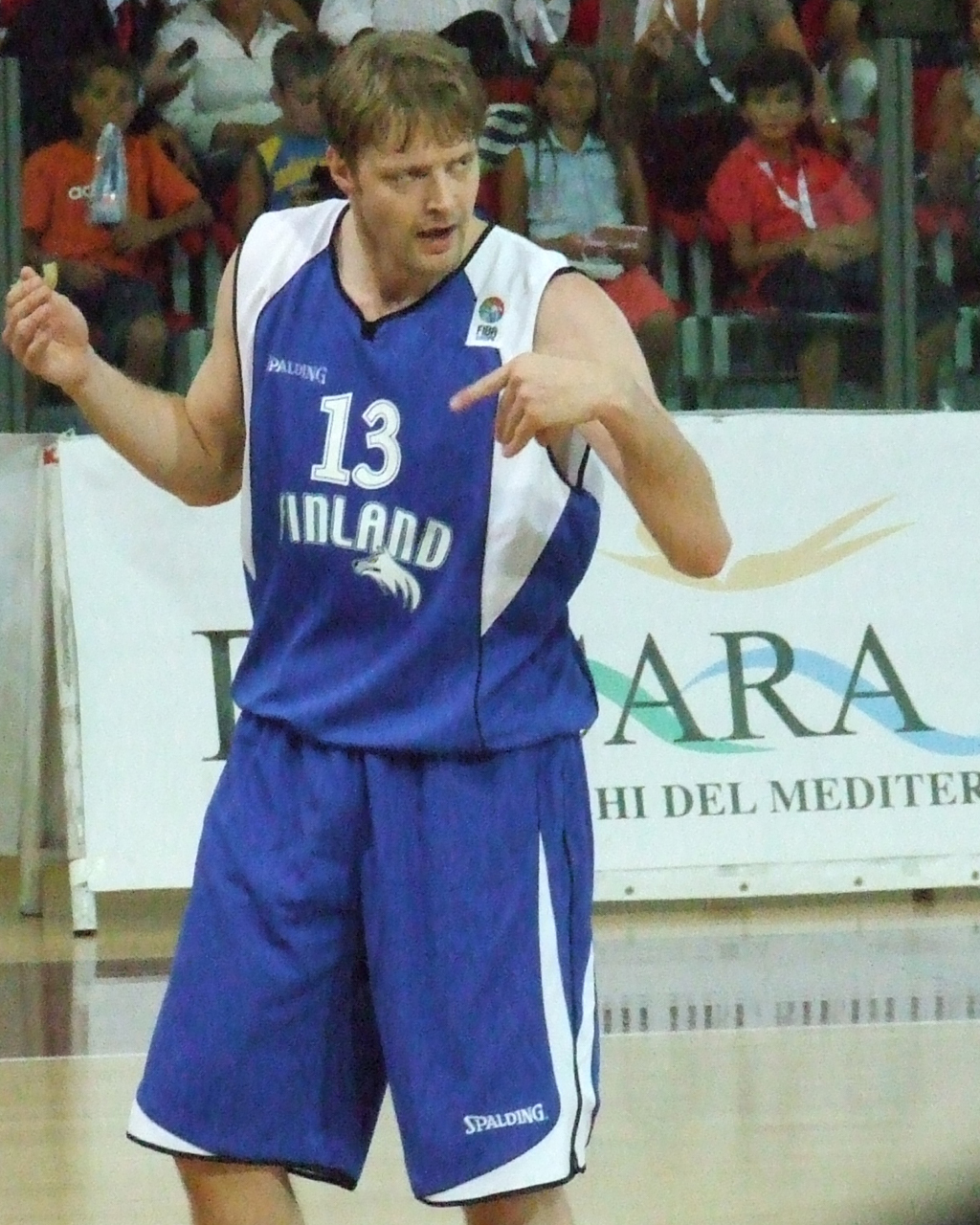
2008년 8월 이탈리아와의 유로바스켓 2009 예선 경기 당시의 뫼퇼래